# Richard V. Reeves
Œuvres principales
Dream Hoarders: How the American Upper Middle Class Is Leaving Everyone Else in the Dust, Why That Is a Problem, and What to Do About It (2017)
Of Boys and Men: Why the Modern Male Is Struggling, Why It Matters, and What to Do About It (2022)
Richard Vaughan Reeves, né le 4 juillet 1969 à Peterborough (Royaume-Uni), est un écrivain, chercheur et commentateur social anglo-américain. Il est connu pour ses travaux sur les questions de mobilité sociale, d'inégalités et de masculinité contemporaine. Il est président fondateur de l'American Institute for Boys and Men (AIBM) et chercheur non résident au sein du programme Governance Studies de la Brookings Institution.

## Biographie

### Formation et débuts
Richard V. Reeves a étudié la géographie au Wadham College de l'université d'Oxford, où il a obtenu un baccalauréat ès arts (BA). Il a ensuite obtenu un doctorat (PhD) en philosophie à l'université de Warwick.
Avant de s'établir aux États-Unis, Reeves a occupé divers postes au Royaume-Uni, notamment en tant que directeur du think tank Demos (2008-2010), directeur de la stratégie auprès du vice-premier ministre britannique  (2010-2012) et rédacteur en chef des affaires sociales pour le journal The Observer. Il a également été correspondant économique pour The Guardian (1994 -1997).

### Carrière aux États-Unis
Installé aux États-Unis, Reeves a rejoint la Brookings Institution en tant que chercheur principal en études économiques,, où il a dirigé le projet "Future of the Middle Class Initiative" et co-dirigé le "Center on Children and Families" . En 2023, il a fondé l'American Institute for Boys and Men (AIBM), un think tank dédié à la recherche sur les défis contemporains auxquels sont confrontés les garçons et les hommes.
Reeves est également un contributeur régulier pour des publications telles que The New York Times, The Atlantic, The Guardian et The Wall Street Journal.

## Travaux et publications
Les recherches de Reeves portent principalement sur les questions de mobilité sociale, d'inégalités économiques et de genre. Il s'intéresse particulièrement aux défis rencontrés par les garçons et les hommes dans les sociétés contemporaines.
Parmi ses ouvrages notables :
- John Stuart Mill: Victorian Firebrand (2007)[7] – une biographie intellectuelle du philosophe britannique John Stuart Mill
- Dream Hoarders: How the American Upper Middle Class Is Leaving Everyone Else in the Dust, Why That Is a Problem, and What to Do About It (2017)[8] – une analyse des dynamiques de classe moyenne supérieure aux États-Unis.
- Of Boys and Men: Why the Modern Male Is Struggling, Why It Matters, and What to Do About It (2022)[9] – un ouvrage explorant les défis contemporains auxquels sont confrontés les hommes et les garçons, salué par The Economist et The New Yorker, et recommandé par l'ancien président Barack Obama en 2024 .

### Points de vue
Dans son essai, "Des garçons et des hommes", consacré aux difficultés contemporaines rencontrées par les garçons et les hommes dans les domaines de l’éducation, de l’emploi et de la famille. Dans cet ouvrage, Reeves soutient que les transformations sociales, économiques et éducatives des dernières décennies ont entraîné un désavantage croissant pour les hommes, en particulier ceux issus des milieux populaires.
L’auteur y défend des politiques publiques ciblées en faveur des garçons et des hommes, tout en rejetant toute opposition entre cette démarche et les luttes féministes. Selon lui, « aider les garçons et les hommes ne signifie pas faire moins pour les femmes et les filles ». Il précise également que « l’égalité des sexes signifie l’égalité pour tous — pas seulement des avancées pour les femmes et les filles».
Reeves distingue les problèmes qui touchent les hommes de ceux qu’ils pourraient causer, affirmant : « un problème qui touche les garçons et les hommes n’est pas nécessairement un problème causé par eux » . Son approche se veut pragmatique, fondée sur les données, et orientée vers des réformes concrètes, telles que le report d’un an de la rentrée scolaire pour les garçons (redshirting) ou la valorisation du rôle des hommes dans les métiers du soin.

## Distinctions et reconnaissance
En 2017, Politico a nommé Richard V. Reeves parmi les 50 penseurs les plus influents aux États-Unis pour ses travaux sur la classe sociale et les inégalités,. 
Son livre Of Boys and Men a été reconnu comme l'un des meilleurs livres de l'année 2022 par The Economist et The New Yorker.

## Vie personnelle
Richard V. Reeves a acquis la citoyenneté américaine en octobre 2016. Il réside dans l'État du Maryland.
1. ↑  The Library of Congress, « Reeves, Richard - LC Linked Data Service: Authorities and Vocabularies | Library of Congress, from LC Linked Data Service: Authorities and Vocabularies (Library of Congress) », sur id.loc.gov (consulté le 24 mai 2025)
2. 1 2 3  (en-US) « Richard V. Reeves », sur Brookings (consulté le 24 mai 2025)
3. ↑  (en-US) « Richard Reeves », sur Big Think (consulté le 24 mai 2025)
4. ↑  (en) « Richard V. Reeves », sur American Institute for Boys and Men (consulté le 24 mai 2025)
5. ↑  (en-US) ‘The Ezra Klein Show’, « Opinion | The Men — and Boys — Are Not Alright », The New York Times,‎ 10 mars 2023 (ISSN 0362-4331, lire en ligne, consulté le 24 mai 2025)
6. ↑  « Richard Reeves | The Guardian », sur www.theguardian.com (consulté le 24 mai 2025)
7. ↑  Richard V. Reeves, John Stuart Mill: Victorian firebrand, Atlantic books, 2007 (ISBN 978-1-84354-644-3)
8. ↑  (en-US) « Book Review: Dream Hoarders: How the American Upper Middle Class is Leaving Everyone Else in the Dust, Why That is a Problem, and What to Do about It, By Richard V. Reeves », sur Independent Institute (consulté le 24 mai 2025)
9. 1 2  Richard Reeves, Of Boys and Men: Why the Modern Male Is Struggling, Why It Matters, and What to Do about It, Nomos Verlagsgesellschaft mbH & Co. KG, 2022 (ISBN 978-0-8157-3987-6 et 978-0-8157-3988-3)
10. ↑   [vidéo] « Of Boys and Men: A Conversation with Richard Reeves », University of Wisconsin-River Falls, 16 novembre 2023, 76:50 min (consulté le 24 mai 2025)
11. ↑   [vidéo] « How to Solve the Education Crisis for Boys and Men | Richard Reeves | TED », TED, 21 juin 2023, 15:36 min (consulté le 24 mai 2025)
12. ↑  « #24 Richard Reeves - POLITICO 50 2017 », sur POLITICO (consulté le 20 juillet 2025)
13. ↑  (en) « Richard Reeves, Ph.D. | People | UNLV », sur www.unlv.edu, 18 octobre 2018 (consulté le 24 mai 2025)
14. ↑  « These are The Economist’s best books of 2022 », The Economist,‎ 16 décembre 2024 (ISSN 0013-0613, lire en ligne, consulté le 24 mai 2025)
15. ↑  (en-US) The New Yorker, « The Best Books of 2022 », sur The New Yorker, 26 octobre 2022 (consulté le 24 mai 2025)
16. ↑  « Richard Reeves on opportunity hoarders: It's not just the 1% | Othering & Belonging Institute », sur belonging.berkeley.edu (consulté le 24 mai 2025)